# ذخیره‌گاه زیست‌کره شارلووا
ذخیره‌گاه زیست‌کره شارلووا (به انگلیسی: Charlevoix Biosphere Reserve) یک ذخیره‌گاه زیست‌کره در کانادا است که در شهرستان شارلووا واقع شده‌است.